# Coreani in Giappone
I coreani in Giappone sono cittadini di origine coreana residenti in Giappone.
La maggior parte dei coreani in Giappone sono i cosiddetti zainichi (在日?), ossia i cittadini di origine coreana permanentemente residenti nel Paese. Più precisamente il termine si riferisce solo ai cittadini da lungo tempo residenti in Giappone e immigrati durante il periodo di dominazione giapponese della Corea, per distinguerli dagli immigrati coreani degli anni ottanta e di epoche precedenti.
La parola giapponese zainichi significa "che sta in Giappone" e implica una residenza temporanea. Il termine si usa per indicare persone permanentemente sul suolo nipponico, tra cui anche persone che hanno perso la cittadinanza coreana o hanno ottenuto quella giapponese, o figli nati dall'unione di cittadini coreani e giapponesi.
Secondo le statistiche nel 2020, risiedevano in Giappone 454.122 zainichi. Nel conteggio non sono comprese le persone che hanno ottenuto la cittadinanza giapponese.